# Derbi de Turín
El derbi de Turín (it. Derby di Torino), también conocido como el Derby della Mole, es el nombre que recibe el encuentro de fútbol disputado entre los equipos más representativos de la ciudad de Turín, Italia: la Juventus Football Club y el Torino Football Club. El primer encuentro entre ambos clubes se disputó en 1907 y desde entonces se han enfrentado en numerosas ocasiones. La mayor cantidad de encuentros corresponde a la máxima categoría del fútbol profesional de Italia, la Serie A, aunque también se han enfrentado por la Copa de Italia.

## Historia

### Origen de la rivalidad
El Derbi de Turín se comenzó a disputar desde el año de 1907, aunque la rivalidad entre las dos escuadras se inició un año antes con la renuncia del presidente juventino, Alfred Dick, tras diversas discusiones con los socios del club, Dick decidió renunciar a la presidencia para fundar, con el apoyo de algunos futbolistas, el Foot-Ball Club Torino.

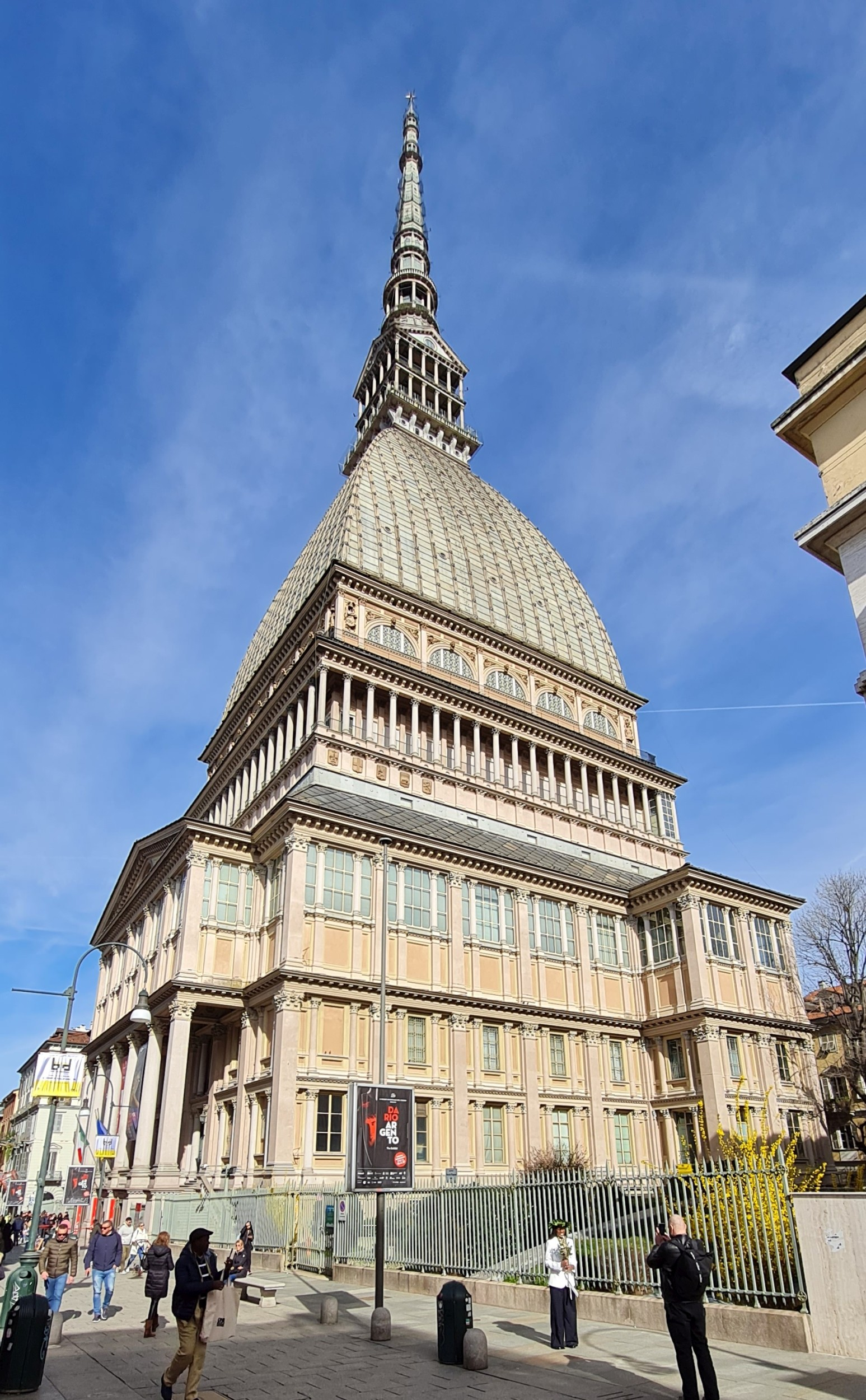
La Mole Antonelliana.

A comienzos del siglo XX, según el pensamiento popular de la época, el fanático de la Juventus representó a la burguesía mientras que los partidarios del Torino, simbolizan a la clase proletaria. Años más tarde, con la unión de la Vecchia Signora con la familia Agnelli en 1923, la Juventus fue «adoptada» por los trabajadores del Grupo FIAT, (empresa propiedad de los Agnelli) la mayoría de los cuales eran inmigrantes, principalmente de la región sur del país, sobre todo de Sicilia (Palermo y Catania), de Apulia y de Calabria. Durante las décadas de 1960 y 1970, con el notable incremento de la población migratoria a Turín, la Juventus semejó representar, por sus hinchas, el espíritu del nuevo trabajador piamontés, aquel de los inmigrantes del Noroeste de Italia, mientras que la sociedad granata quedó atada a su origen turinés.

### Hechos de violencia
Durante los encuentros, es común que los seguidores de la Juventus menosprecien a la hinchada rival gritándoles "¡inferiores!" o "¡los del equipo chico!", sin embargo, los aficionados del Torino se desquitan tildándolos de "¡tramposos!" y "¡canallas!" debido a las constantes acusaciones y denuncias contra el cuadro bianconero por arreglo de partidos.

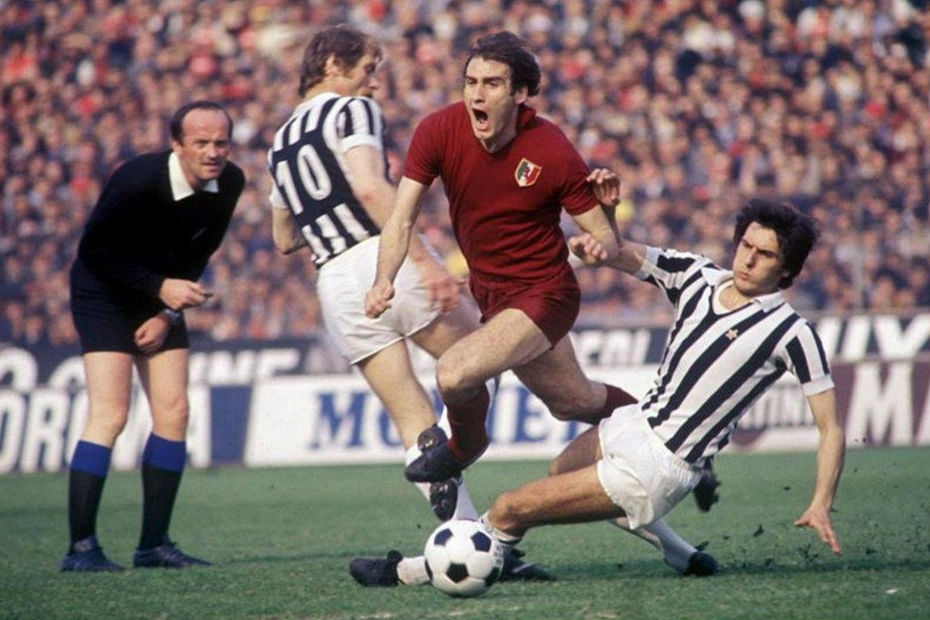
Francesco Graziani (Torino) elude una entrada de los juventinos Gaetano Scirea y Romeo Benetti (dorsal 10) en un derbi de 1977.

La violencia entre ambas hinchadas estalla a menudo tanto dentro como fuera del campo. En 1967, después de la victoria del Torino por 4-0, seguidores de la Juventus destrozaron la tumba de Gigi Meroni. Este acto sólo sirvió para alimentar la rivalidad y el odio. 
En la temporada 2007/2008 hubo disturbios antes del derbi entre los tifosi y la policía con 40 detenciones y 2 policías heridos. Los contenedores de basura fueron incendiados y muchos automóviles y tiendas saqueadas como resultado de los enfrentamientos.

### Comparaciones con otros clásicos
El Derbi de Turín ha sido comparado con otros clásicos tradicionales a nivel europeo como el Derby de Mánchester, en Inglaterra, donde el Manchester United recibe el apoyo de una gran cantidad de aficionados en Inglaterra, Irlanda, Escocia y Gales, mientras que el apoyo al Manchester City se restringe casi enteramente a la ciudad de Mánchester y sus alrededores. Algo similar sucede en Turín, donde il Toro posee un número mayor de seguidores que su archirrival, el cual - pese a esto- tiene hinchas en gran parte del territorio italiano, además de recibir bastante apoyo en Europa meridional y oriental.

## Estadísticas

### Historial de partidos
Actualizado al 11 de enero de 2025.
|                                           | Partidos jugados | Victorias Juventus | Empates | Victorias Torino | Goles Juventus | Goles Torino |
| Prima Categoria                           | 18               | 2                  | 5       | 11               | 26             | 49           |
| Divisione Nazionale (incluidas Serie A-B) | 8                | 4                  | 0       | 4                | 8              | 10           |
| Serie A                                   | 158              | 78                 | 46      | 35               | 245            | 158          |
| Total Liga                                | 185              | 84                 | 52      | 50               | 279            | 217          |
| Coppa Federale                            | 2                | 2                  | 0       | 0                | 6              | 3            |
| 1944 Campeonato Alta Italia               | 4                | 1                  | 2       | 1                | 6              | 9            |
| Play-off                                  | 2                | 0                  | 1       | 1                | 0              | 1            |
| Coppa Italia                              | 18               | 9                  | 5       | 4                | 26             | 17           |
| Total Oficial                             | 211              | 96                 | 60      | 56               | 317            | 247          |
| Amistosos                                 | 41               | 16                 | 8       | 17               | 75             | 77           |
| Total                                     | 252              | 112                | 68      | 73               | 392            | 324          |

### Máximos goleadores
A continuación se muestra la lista de los máximos goleadores en todas las competiciones oficiales del derbi de Turín:
| Posición | Nombre              | Equipo                  | Goles |
| -------- | ------------------- | ----------------------- | ----- |
| 1        | Giampiero Boniperti | Juventus                | 14    |
| 2        | Guglielmo Gabetto   | Juventus (7) Torino (5) | 12    |
| 3        | Paolino Pulici      | Torino                  | 9     |
| 4        | Felice Borel        | Juventus                | 8     |
| 5        | Francesco Graziani  | Torino                  | 7     |
| 5        | Eugenio Mosso       | Torino                  | 7     |
| 5        | Michel Platini      | Juventus                | 7     |
| 5        | Gianluca Vialli     | Juventus                | 7     |
| 9        | Pietro Anastasi     | Juventus                | 6     |
| 9        | Julio Libonatti     | Torino                  | 6     |
| 9        | Omar Sívori         | Juventus                | 6     |
| 12       | Carlo Capra         | Torino                  | 5     |
| 12       | John Charles        | Juventus                | 5     |
| 12       | Hans Kämpfer        | Torino                  | 5     |
| 12       | Valentino Mazzola   | Torino                  | 5     |
| 12       | Silvio Piola        | Juventus (2) Torino (3) | 5     |
| 12       | Ruggiero Rizzitelli | Torino                  | 5     |

### Máximas presencias
A continuación se muestra la lista de jugadores que han jugado al menos veinticuatro partidos oficiales.
| Posición | Nombre               | Equipo                    | Presencias |
| -------- | -------------------- | ------------------------- | ---------- |
| 1        | Teobaldo Depetrini   | Juventus (27) Torino (3)  | 30         |
| 1        | Giorgio Ferrini      | Torino                    | 30         |
| 3        | Gaetano Scirea       | Juventus                  | 28         |
| 3        | Giovanni Varglien    | Juventus                  | 28         |
| 5        | Guglielmo Gabetto    | Juventus (11) Torino (15) | 26         |
| 6        | Antonio Cabrini      | Juventus                  | 25         |
| 6        | Giuseppe Furino      | Juventus                  | 25         |
| 6        | Claudio Gentile      | Juventus                  | 25         |
| 6        | Paolino Pulici       | Torino                    | 25         |
| 6        | Sandro Salvadore     | Juventus                  | 25         |
| 6        | Dino Zoff            | Juventus                  | 25         |
| 12       | Antonello Cuccureddu | Juventus                  | 24         |
| 12       | Claudio Sala         | Torino                    | 24         |
| 12       | Renato Zaccarelli    | Torino                    | 24         |

### Futbolistas que han jugado en ambos equipos
| Lista completa |
| --- |
| B - Mario Bo - Ernesto Boglietti - Felice Borel - Gleison Bremer C - Filippo Cavalli D - Teobaldo Depetrini G - Guglielmo Gabetto P - Gianluca Pessotto - Silvio Piola - Marko Pjaca S - Lucidio Sentimenti - Vittorio Sentimenti |

### Palmarés
En la siguiente tabla se muestran las competiciones oficiales ganadas por ambos clubes. No se incluyen competiciones de divisiones inferiores ni de Serie "B".
| Competición                 | Juventus | Torino |
| --------------------------- | -------- | ------ |
| Primera División            | 36       | 7      |
| Copa Italia                 | 15       | 5      |
| Supercopa de Italia         | 9        | 0      |
| Copa Intercontinental       | 2        | 0      |
| Copa de Campeones de Europa | 2        | 0      |
| Recopa de Europa            | 1        | 0      |
| Copa de la UEFA             | 3        | 0      |
| Supercopa de Europa         | 2        | 0      |
| Copa Intertoto de la UEFA   | 1        | 0      |
| TOTAL                       | 71       | 12     |

## Anécdotas
- Según crónicas de la época, en el primer derbi Alfred Dick fue encerrado en los vestuarios, no permitiéndole estar presente en el encuentro.[4]

- Un dirigente del Torino, le habría pagado al defensa juventino Luigi Allemandi la cantidad de 50.000 liras en dos partes, para que éste arreglara el derbi disputado el 5 de junio de 1927.[4] El resultado final fue de 2-1 a favor del Torino,[7] aunque con una buena actuación de Allemandi por lo que el dirigente granate se negó a pagarle las 25.000 liras restantes al defensa. Después de diversas investigaciones por parte de la Federación Italiana de Fútbol, se optó por revocarle el título al Torino y suspender de por vida a Allemandi, el cual fue cedido al Inter pero sería absuelto tras obtener con la Selección Italiana la Medalla de bronce en los Juegos Olímpicos de Ámsterdam 1928.[8]

## Curiosidades
- El primer clásico se disputó el 13 de enero de 1907 en el Estadio Umberto I, con victoria para el Torino por 2-1.[4]

- El máximo goleador de la Juventus en el derbi es Giampiero Boniperti con 14 goles, mientras que el goleador del Torino es Paolino Pulici con 9 goles.[4]

- El Torino no obtiene una victoria en el derbi desde 1995,[9] cuando por el campeonato italiano venció a la Juventus por 2-1, racha que se corta el 26 de abril de 2015 cuando Il Toro se impone por el mismo marcador, en el Estadio Olímpico de Turín.[10]

- Ambos clubes comparten con el Inter de Milán la particularidad de ser los únicos que han obtenido cinco títulos nacionales de manera consecutiva, la Juventus lo logró en la década de 1930 mientras que el Torino lo consiguió en los años 40.[11]

- Récord de asistencia: Torino 0-1 Juventus, 70.200, 28 de octubre de 1962[12]